# Александр Томаш
Александр Томаш (болг. Александър Томаш, нар. 2 вересня 1978, Велико-Тирново) — колишній болгарський футболіст, захисник.
Насамперед відомий виступами за клуб ЦСКА (Софія), а також національну збірну Болгарії.

## Клубна кар'єра
У дорослому футболі дебютував 1998 року виступами за команду клубу ЦСКА (Софія), в якій провів шість сезонів, взявши участь у 122 матчах чемпіонату.  Більшість часу, проведеного у складі софійського ЦСКА, був основним гравцем захисту команди.
Згодом з 2004 по 2010 рік грав у складі команд клубів ОФІ, «Металург» (Запоріжжя), «Черно море», «Баку», «Славія» (Софія) та «Бероє».
2010 року приєднався до складу клубу «Етир», в якому провів один сезон, після чого вирішив завершити футбольну кар'єру.

## Виступи за збірну
У 2000 році дебютував в офіційних матчах у складі національної збірної Болгарії. Провів у формі головної команди країни 6 матчів.

## Титули і досягнення
- Чемпіон Азербайджану (1):

Баку: 2008-09